# تشارلز هابارد (سياسي)
تشارلز هابارد هو رسام وسياسي أمريكي، ولد في 1801، وتوفي في 1875. انتخب عضو مجلس ولاية ماساتشوستس ‏.